# 푸콘 가족
푸콘 가족(일본어: オー！マイキー)은 전무후무한 방법으로 촬영된 일본의 드라마로, 개별 마네킹이 찍힌 장면과 녹음된 성우의 목소리를 이용하여 인물의 행동을 표현하는 인형극이다.
촬영기법상의 방법은 특정인물이 대사를 말할 때 그 얼굴이나 신체부위를 계속 찍고 있으면 해당성우가 말을 하는 방식으로 촬영되었다.

## 등장인물

### 푸콘 일가
- 제임스 푸콘(성우: 변영희)

푸콘 가족의 아버지. 엄청난 바람둥이이다. 바바라 푸콘과 결혼했음에도 불구하고 아들 마이키 푸콘의 과외교사인 트레이시와 어떻게 해볼까 하는 생각을 하고 있다.
- 바바라 푸콘 (성우: 이선주)

푸콘 가족의 어머니, 항상 남편의 바람기 때문에 고생한다.
- 마이키 푸콘(성우: 정윤정)

푸콘 가족의 아들

### 학교
- 밥(성우: 장성호)

밥의 선생님이긴 하지만 말을 제대로 못해서 항상 그의 어머니가 통역을 한다.
- 밥의 어머니(성우: 이영리)

밥의 말을 통역해서 아이들에게 전달하는 역할을 한다. 가끔 의사소통에 문제가 생겨서 아들인 밥과 서로 주먹질을 하며 다투기도 한다.
- 토니와 찰스(성우: 소연)

마이키의 급우. 똑같은 말을 둘이 반복하지만 결국 둘이 싸운다.

### 기타
- 트레이시(성우: 소연)

마이키의 과외 선생님. 큰 키에 매혹적인 외모를 가진 작중 최고의 미인이긴 하지만 문제는 푸콘 가족의 장르를 포르노로 만든다는 점이다. 마이키 푸콘과 단 둘이 있을 때는 치마나 블라우스가 벗겨지거나 팬티스타킹이 찢어진다. 하지만 제임스 푸콘과 바바라 푸콘이 들어오면 신기하게도 옷과 팬티스타킹이 원상복구된다. 제임스 푸콘이 트레이시에게 작업을 하려고 기회를 엿보고 있다.
- 대머리 외눈악당(성우: 김환진)

LG 텔레콤 광고에 등장한 악당.